# Gian Piero Ventura
Pour les articles homonymes, voir Ventura.
Gian Piero Ventura, parfois aussi orthographié Giampiero Ventura, né le 14 janvier 1948 à Gênes est un entraîneur italien de football.
Le 13 novembre 2021 il annonce sa retraite après plus de 40 ans dans le football.

## Biographie
Il entraîne de nombreux clubs de 4e division et de Série C comme Spezia, Centese, Pistoiese, Giarre, Venezia, Lecce ou Cagliari qu'il fait monter en Serie A en 1998.   
Il prend ensuite les rênes de l'Udinese, de la Sampdoria, du Napoli et de Messine. Avec Naples il aura une promotion en Serie A 
De 2007 à janvier 2009, Ventura est l'entraîneur du Pise Calcio, une équipe  toscane qui joue dans la Serie B italienne, avant de signer a l'AS Bari, équipe promue en série A pour la saison 2009-2010.
En 2011, Gian Piero Ventura devient l'entraîneur du Torino FC. Il conclut l'exercice 2015-2016 à la 12e place. Durant cet exercice il les montera en Serie A, pour quelque année plus tard élimer l’Ateltico Bilbao en 16ème de final de l’Europa League. Il amènera le Torino jusqu’en huitième d’Europa League. 
En 2016, à l'annonce du départ du sélectionneur de l'équipe nationale italienne Antonio Conte après l'Euro 2016, le président de la fédération italienne de football officialise l'arrivée de Gian Piero Ventura à la tête de la sélection italienne.
Un an après sa nomination, alors que son équipe a fini deuxième de son groupe derrière l'Espagne, l'Italie est contrainte de disputer un barrage contre la Suède pour se qualifier en Coupe du monde. Après avoir perdu 1-0 à Stockholm, la Squadra azzurra fait match nul à domicile. C'est la première fois depuis 1958 que l'Italie ne se qualifie pas pour un mondial. Ventura, parfois qualifié de « parachuté » à ce poste et n'ayant jamais trouvé un système de jeu convaincant, cristallise les critiques quant à l'élimination de l'Italie. Il est démis de ses fonctions le mercredi 15 novembre, deux jours après l'élimination.
Le 10 octobre 2018, il devient l'entraîneur du Chievo Verona en remplacement de Lorenzo D'Anna. Il démissionne un mois après la prise de ses fonctions.
Août 2019, il signe à la Salernitana, malgré une saison avec de bons résultats il n’arrive pas à accrocher une place au barrage pour la monté en Serie A, une place au barrage qui lui échappe à 2 petits points. Il démissionnera à la fin de la saison. 

Le 13 novembre 2022 il annonce sa retraite d’entraîneur après une carrière qui aura duré 44 ans.

## Carrière d'entraîneur
- 1989-1992 :  US Pistoiese
- 1992-1993 :  AS Giarre Calcio
- 1993-1995 :  Venise
- 1995-1997 :  US Lecce
- 1997-1999 :  Cagliari
- 1999-2000 :  Sampdoria Gênes
- déc. 2001-2002 :  Udinese
- 2002-déc. 2003 :  Cagliari
- 2004-jan. 2005 :  SSC Naples
- mars 2006-2006 :  ACR Messine
- déc. 2006-2007 :  Hellas Verona
- 2007-jan. 2009 :  Pise
- 2009-fév. 2011 :  AS Bari
- 2011-2016 :  Torino FC
- 2016-nov. 2017 :  Italie
- 2018 :  Chievo Vérone
- 2019-2020 :  US Salernitana